# Webster Groves
Webster Groves és una població dels Estats Units a l'estat de Missouri. Segons el cens del 2000 tenia 23.230 habitants.

## Demografia
Segons el cens del 2000, Webster Groves tenia 23.230 habitants, 9.498 habitatges, i 6.145 famílies. La densitat de població era de 1.520,2 habitants per km².
Dels 9.498 habitatges en un 31% hi vivien nens de menys de 18 anys, en un 53,9% hi vivien parelles casades, en un 9% dones solteres, i en un 35,3% no eren unitats familiars. En el 30,6% dels habitatges hi vivien persones soles el 15,4% de les quals corresponia a persones de 65 anys o més que vivien soles. El nombre mitjà de persones vivint en cada habitatge era de 2,39 i el nombre mitjà de persones que vivien en cada família era de 3,03.
Per edats la població es repartia de la següent manera: un 24,9% tenia menys de 18 anys, un 7,4% entre 18 i 24, un 26,7% entre 25 i 44, un 23,7% de 45 a 60 i un 17,3% 65 anys o més.
L'edat mediana era de 40 anys. Per cada 100 dones de 18 o més anys hi havia 79,4 homes.
La renda mediana per habitatge era de 60.524 $ i la renda mediana per família de 73.998 $. Els homes tenien una renda mediana de 57.801 $ mentre que les dones 38.506 $. La renda per capita de la població era de 31.327 $. Entorn del 2% de les famílies i el 4,8% de la població estaven per davall del llindar de pobresa.

## Poblacions més properes
El següent diagrama mostra les poblacions més properes.